# Jaume Collet-Serra

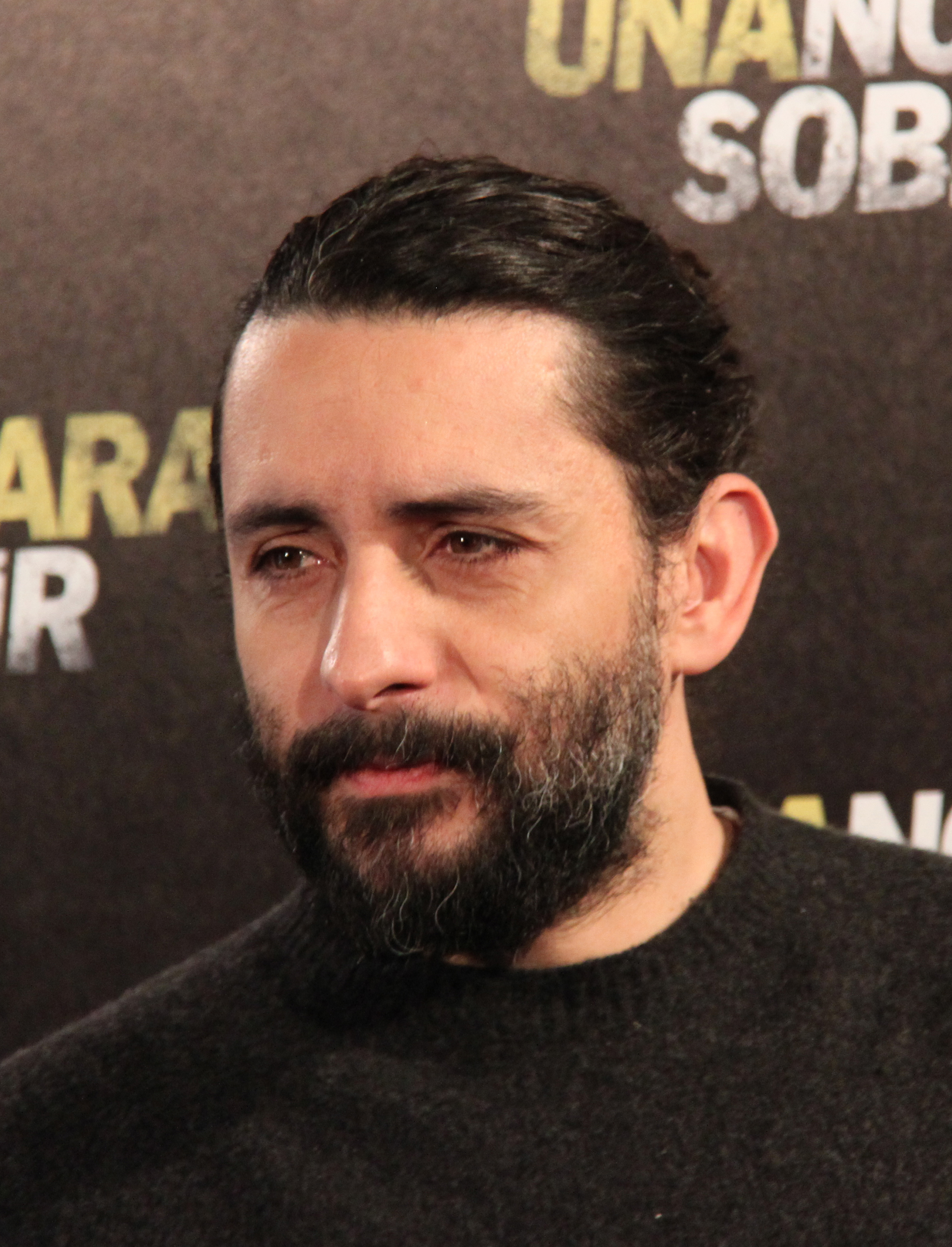
Jaume Collet-Serra (2015)

Jaume Collet-Serra (* 23. März 1974 in Sant Iscle de Vallalta, Provinz Barcelona) ist ein international tätiger spanischer Filmregisseur und Filmproduzent. Zu seinen bekanntesten Werken zählen die Thriller Unknown Identity (2011) und Non-Stop (2014) mit Liam Neeson in der Hauptrolle.

## Leben und Karriere
Collet-Serra zog im Alter von 18 Jahren aus seiner katalanischen Heimat nach Los Angeles und besuchte die Filmschule Columbia College Hollywood. Nebenbei arbeitete er als Schnittmeister. Als filmische Einflüsse nennt er Regisseure wie David Fincher, Spike Jonze und Mark Romanek. Sein Abschlussfilm an der Filmschule war ein Musikvideo, das ihm eine Verpflichtung als Musikvideo-Regisseur einbrachte. In der Folge konnte er sich als Werbefilm-Regisseur für große Agenturen und bekannte Marken etablieren. Seine surreale und oft düstere Bildsprache erregte die Aufmerksamkeit des Filmproduzenten Joel Silver, der ihn als Regisseur für den 2005 veröffentlichten Horrorfilm House of Wax engagierte. Collet-Serras zweiter Kinofilm war 2007 der europäische Fußballfilm Goal II – Der Traum ist real!. Den Horrorthriller Orphan – Das Waisenkind (2009) drehte er ebenso für Joel Silvers Dark Castle Entertainment wie seinen nächsten Kinofilm Unknown Identity, der unter dem Arbeitstitel Unknown White Male Anfang 2010 in Zusammenarbeit mit Studio Babelsberg in Berlin und Potsdam entstand. Die Hauptrollen in diesem Thriller spielen Liam Neeson, Diane Kruger und January Jones. Zahlreiche deutschsprachige Schauspieler sind beteiligt, unter anderem Sebastian Koch und Bruno Ganz. Zur internationalen Premiere war der Film ins Wettbewerbsprogramm der Berlinale 2011 eingeladen, wo er außer Konkurrenz lief.
2012 führte Collet-Serra beim Pilotfilm der Horrorserie The River des US-Senders ABC Regie. 2014 und 2015 folgten mit Non-Stop und Run All Night weitere Filme mit Neeson in der Hauptrolle, ebenso The Commuter aus dem Jahr 2018.

## Filmografie (Auswahl)
Als Regisseur
- 2005: House of Wax
- 2007: Goal II – Der Traum ist real! (Goal II – Living the Dream!)
- 2009: Orphan – Das Waisenkind (Orphan)
- 2011: Unknown Identity (Unknown)
- 2012: The River (Fernsehserie, Episode 1x01)
- 2014: Non-Stop
- 2015: Run All Night
- 2016: The Shallows – Gefahr aus der Tiefe (The Shallows)
- 2018: The Commuter
- 2021: Jungle Cruise
- 2022: Black Adam
- 2024: Carry-On
- 2025: The Woman in the Yard

Als Produzent
- 2013: Mindscape
- 2014: Eden – Überleben um jeden Preis (Eden)
- 2015: Extinction
- 2015: Curve
- 2023: Retribution